# Coupe d'Afrique des nations de football des moins de 17 ans 2001
Navigation
CAN U17 1999 CAN U17 2003
La Coupe d’Afrique des nations des moins de 17 ans 2001 est un tournoi de football organisé par la Confédération africaine de football (CAF). Elle se déroule tous les deux ans et oppose les meilleurs sélections africaines des moins de 17 ans.
L'édition 2001 a lieu aux Seychelles du 17 février au 3 mars 2001.

## Qualifications

### Tour préliminaire
Les vainqueurs accèderont au 1er tour sur deux matchs le 14 et 16 avril et le 28 et 30 avril 2002 (aller/retour).
| Équipe 1           | Score   | Équipe 2             | Aller | Retour |
| ------------------ | ------- | -------------------- | ----- | ------ |
| Namibie            | forfait | Gabon                | /     | /      |
| Érythrée           | 2-4     | Burundi              | 1-2   | 1-2    |
| Eswatini           | 2-6     | Tanzanie             | 1-2   | 1-4    |
| Sénégal            | forfait | Guinée-Bissau        | /     | /      |
| Malawi             | 4-0     | Maurice              | 3-0   | 1-0    |
| Guinée équatoriale | 5-0     | Sao Tomé-et-Principe | 4-0   | 1-0    |
| Kenya              | 2-0     | Somalie              | 2-0   | /      |
| Rwanda             | 1-2     | Mozambique           | 0-1   | 1-1    |
| Madagascar         | 3-4     | Lesotho              | 1-1   | 2-3    |
| Zimbabwe           | 5-2     | Botswana             | 1-1   | 4-1    |
| Sierra Leone       | 0-1     | Gambie               | 0-0   | 0-1    |
| Libye              | 0-8*    | Tchad                | 0-3   | 0-5    |
| Soudan             | forfait | RD Congo -17 ans     | /     | /      |
| Togo               | forfait | Algérie              | /     | /      |
| Liberia            | forfait | Côte d'Ivoire        | /     | /      |

- Le Tchad est disqualifié pour avoir aligné un joueur plus âgé (Ousmane Mahamat). C'est par conséquent la Libye qui est qualifiée pour le tour suivant.

### Premier tour
Les matchs aller du premier tour se sont disputés les 23 et 25 juin 2000. Les matchs retour se sont déroulés les 7 et 9 juillet 2000. Les vainqueurs sont qualifiés au deuxième tour.
| Équipe 1           | Score   | Équipe 2       | Aller | Retour |
| ------------------ | ------- | -------------- | ----- | ------ |
| Namibie            | 2-7     | Cameroun       | 2-1   | 0-6    |
| Tanzanie           | 0-2     | Burundi        | 0-0   | 0-2    |
| Sénégal            | 2-3     | Nigeria        | 2-0   | 0-3    |
| Malawi             | 3-2     | Angola         | 1-0   | 2-2    |
| Guinée équatoriale | 2-3     | Afrique du Sud | 2-1   | 0-2    |
| Mozambique         | 3-1     | Kenya          | 2-0   | 1-1    |
| Lesotho            | 4-5     | Éthiopie       | 0-5   | 4-0    |
| Zimbabwe           | 1-3     | Zambie         | 0-1   | 1-2    |
| Gambie             | 2-1     | Ghana          | 1-0   | 1-1    |
| Libye              | 0-11    | Burkina Faso   | 0-5   | 0-6    |
| Soudan             | forfait | Égypte         | /     | /      |
| Maroc              | 3-9     | Mali           | 1-5   | 2-4    |
| Tunisie            | 0-3     | Guinée         | 0-0   | 0-3    |
| Liberia            | forfait | Algérie        | /     | /      |

### Deuxième tour
Les matchs aller du deuxième tour se sont disputés les 11 et 12 novembre. Les matchs retour se sont déroulés les 24 et 26 novembre. Les vainqueurs accèderont à la phase finale.
| Équipe 1     | Score            | Équipe 2       | Aller | Retour |
| ------------ | ---------------- | -------------- | ----- | ------ |
| Burundi      | 3-4              | Cameroun       | 2-2   | 1-2    |
| Malawi       | 1-4              | Nigeria        | 1-1   | 0-3    |
| Mozambique   | 2-1              | Afrique du Sud | 1-0   | 1-1    |
| Zambie       | 1-1 (3-4 t.a.b.) | Éthiopie       | 1-0   | 0-1    |
| Burkina Faso | 1-1 (2-4 t.a.b.) | Gambie         | 1-0   | 0-1    |
| Mali         | 6-0              | Soudan         | 3-0   | 3-0    |
| Algérie      | forfait          | Guinée         | 1-5   | /      |

## Participants à la phase finale
- Burkina Faso
- Cameroun
- Éthiopie
- Guinée
- Mali
- Mozambique
- Nigeria
- Seychelles (pays-hôte)

## Phase finale

### Groupe A
| Rang | Équipe       | Pts | J | G | N | P | Bp | Bc | Diff |
| ---- | ------------ | --- | - | - | - | - | -- | -- | ---- |
| 1    | Burkina Faso | 7   | 3 | 2 | 1 | 0 | 6  | 2  | +4   |
| 2    | Mali         | 6   | 3 | 2 | 0 | 1 | 10 | 2  | +8   |
| 3    | Cameroun     | 4   | 3 | 1 | 1 | 1 | 7  | 3  | +4   |
| 4    | Seychelles   | 0   | 3 | 0 | 0 | 3 | 1  | 17 | -16  |

### Groupe B
| Rang | Équipe     | Pts | J | G | N | P | Bp | Bc | Diff |
| ---- | ---------- | --- | - | - | - | - | -- | -- | ---- |
| 1    | Nigeria    | 7   | 3 | 2 | 1 | 0 | 9  | 3  | +6   |
| 2    | Guinée     | 5   | 3 | 1 | 2 | 0 | 6  | 2  | +4   |
| 3    | Éthiopie   | 4   | 3 | 1 | 1 | 1 | 3  | 5  | -2   |
| 4    | Mozambique | 0   | 3 | 0 | 0 | 3 | 1  | 9  | -8   |

### Carré final

#### Demi-finales
| 1/2 finale      | Burkina Faso | 1 - 2 | Guinée |  |
| 27 février 2001 |              |       |        |  |

| 1/2 finale      | Nigeria | 1 - 1 4-3 tab | Mali |  |
| 27 février 2001 |         |               |      |  |

#### Match pour la troisième place
| Finale      | Burkina Faso | non joué | Mali |  |
| 2 mars 2001 |              |          |      |  |

#### Finale

##### Match initial
| Finale      | Nigeria | non joué | Guinée |  |
| 2 mars 2001 |         |          |        |  |

NB: Le 2 mars, la FIFA décida de suspendre la Guinée de toute compétition internationale après que le gouvernement ait refusé de réinstaller les membres de la Fédération de Guinée de football. À cause de cela, la Guinée fut bannie du tournoi. Au départ, la FIFA avait laissé jusqu'au 15 février pour réinstaller les membres de la fédération guinéenne (FEGUIFOOT), car le ministre guinéen des sports avait dissous la fédération pour manque de résultats. Le 14 février, le ministre des sports avait nommé un nouveau président, avec le retour de l'ancien, Aly Bangoura mais en tant que secrétaire général. La FIFA avait laissé comme limite le 2 mars à minuit pour remettre l'ancienne direction.

##### Match final
| Finale      | Nigeria | 3-0 | Burkina Faso |  |
| 3 mars 2001 |         |     |              |  |

## Résultat
| Vainqueur CAN U17 2001 Nigeria 1er titre |

## Sélections qualifiées pour la coupe du monde U17
Les trois premières équipes du tournoi se qualifient pour la Coupe du monde 2001.
- Burkina Faso
- Mali
- Nigeria